# Sommet européen de Grenade
Le sommet européen de Grenade,,,,, aussi appelé sommet de Grenade,,,,, est une réunion informelle des vingt-sept membres du Conseil européen (les chefs d'État et de gouvernement de l'Union européenne) le 6 octobre 2023 à Grenade (Andalousie, Espagne), à l'invitation de la présidence espagnole du Conseil de l'UE durant le second semestre 2023.

## Contexte
Le sommet de Grenade intervient dans un contexte international complexe aux portes de l'UE ; la guerre en Ukraine débutée en 2022 et le récent conflit en Israël complexifient la situation régionale et les relations avec les acteurs dans l’Est de l’Europe et autour du bassin méditerranéen.

## Conclusions
Les deux principaux sujets à l'ordre du jour sont les priorités essentielles et mesures nécessaires pour une « Europe forte, dynamique, compétitive et unie dans un monde en mutation » dans la prolongation du programme stratégique de l'UE pour la période 2019-2024, adopté lors de la réunion de Sibiu en Roumanie ; les discussions doivent mener à l'adoption d'un nouveau programme stratégique en juin 2024 et qui fournira à l'UE des lignes directrices et orientations politiques générales.
Le second sujet concerne les migrations les migrations irrégulières à destination de l’UE qui constituent « un défi européen qui appelle une réponse européenne » selon le Président du Conseil européen, Charles Michel. Les 27 s'accordent pour poursuivre une « approche globale en matière de migrations » avec une action extérieure plus importante, la lutte contre les causes profondes des migrations, le renforcement des frontières extérieures de l'UE et de la gestion des migrations au sein de l'UE.

## Sources

## Compléments